# Старгард
Ста́ргард (пол. Stargard, нем. Stargard in Pommern, Stargard an der Ihna, лат. Stargardia) — город в Западно-Поморском воеводстве Польши, расположенный на реке Ина в 36 км к юго-востоку от Щецина. Третий город воеводства по численности населения. Это один из старейших городов в Польше — первые дома появились в VI веке. Древнейший (наряду со Щецином) город на Поморье, городские права получил в 1243 году. Развитию города способствовало выгодное расположение на торговых путях, которые вели из Сантока в Волин и из Щецина в Колобжег. Город — центр Старгардского повета и гмины Старгард-Щециньски. Вместе с городами Щецин, Свиноуйсьце, Голенюв и Грыфино образует Щециньскую агломерацию.
Город известен с 1140 года, в 1243 году наделён магдебургским правом, в 1363 году вступил в Ганзу, после чего изрядно был укреплён. В XV веке в Старгарде обосновалась одна из линий герцогов Померанских. Во время Тридцатилетней войны город был сожжён и передан по Вестфальскому миру 1648 года в руки шведов. В 1701 году отделён от Шведской Померании и стал владением прусских Гогенцоллернов.
Решением Потсдамской конференции (1945) разрушенный на три четверти бомбардировками город включён в состав Польши. Немецкое население было после этого насильственно депортировано. Его место заняли выходцы из Восточных Кресов.

## Демография
По состоянию на 31 декабря 2006 года:
| Описание                       | Итого   | Итого  | Женщины | Женщины | Мужчины | Мужчины |
| ------------------------------ | ------- | ------ | ------- | ------- | ------- | ------- |
| Единица измерения              | человек | %      | чел.    | %       | чел.    | %       |
| Население                      | 70 453  | 100    | 36 561  | 51,9    | 33 892  | 48,1    |
| Плотность населения [чел./км2] | 1464,7  | 1464,7 | 760,1   | 760,1   | 704,6   | 704,6   |

Уровень безработицы в последние годы растёт: по состоянию на 31 октября 2008 года он составил 4,9 %, в августе 2011 года — 8,0 %.
В Старгарде проживает около 70 тыс. жителей, по этому показателю город занимает третье место среди городов Западно-Поморского воеводства. В последние годы население растёт немного медленнее, чем в предыдущей декаде. Тенденция объясняется процессами миграции в города и отрицательным естественным приростом.
Прирост населения Старгарде в течение веков был неровным. Свой вклад сделали многочисленные войны, стихийные бедствия и эпидемии.
Половозрастная структура населения по состоянию на 31 декабря 2006

## Известные уроженцы, жители
Пётр Трытек (родился 16 октября 1971) — генерал дивизии Вооружённых сил Польши.

## Климат
Умеренно влажный климат, со средней годовой температурой воздух 9,01 °С (минимальная летняя температура в июле составляет 17,9 °C, а зимой в январе −1,3 °C). Среднее количество осадков в месяц составляет 46 мм, а количество дождливых дней в году — 181. Среднее число дней со снежным покровом составляет 40, продолжительность вегетационного периода составляет 220 дней. Город имеет одну из самых высоких средних годовых температур. В июле 2010 года было зарегистрировано 12 дней с температурами 30—35 °С, и 1 день (12.07) с температурой в 36 °С.
| Показатель                             | Янв.  | Фев. | Март | Апр. | Май   | Июнь  | Июль  | Авг.  | Сен.  | Окт. | Нояб. | Дек. | Год  |
| -------------------------------------- | ----- | ---- | ---- | ---- | ----- | ----- | ----- | ----- | ----- | ---- | ----- | ---- | ---- |
| Средняя температура, °C                | −0,46 | 0,35 | 3,28 | 8,36 | 13,79 | 16,69 | 19,09 | 19,03 | 14,24 | 9,68 | 3,61  | 0,41 | 9,01 |
| Норма осадков, мм                      | 38    | 29   | 32   | 38   | 51    | 62    | 71    | 60    | 52    | 43   | 47    | 46   | 569  |
| Источник: Historia pogody dla Stargard |       |      |      |      |       |       |       |       |       |      |       |      |      |

## Площадь города

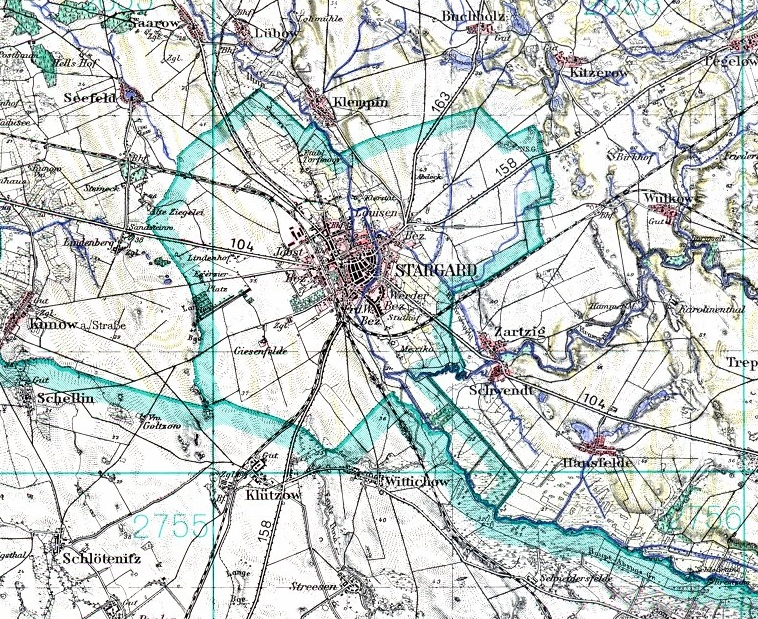
Карта Старгарда и окрестностей в 1910 году

Ниже показано изменение площади города в разные годы:
- 1970 — 53 км²
- 1975 — 33 км²
- 1978 — 35 км²
- 1995 — 48,10 км²
- 2006 — 48,08 км²

## История названия

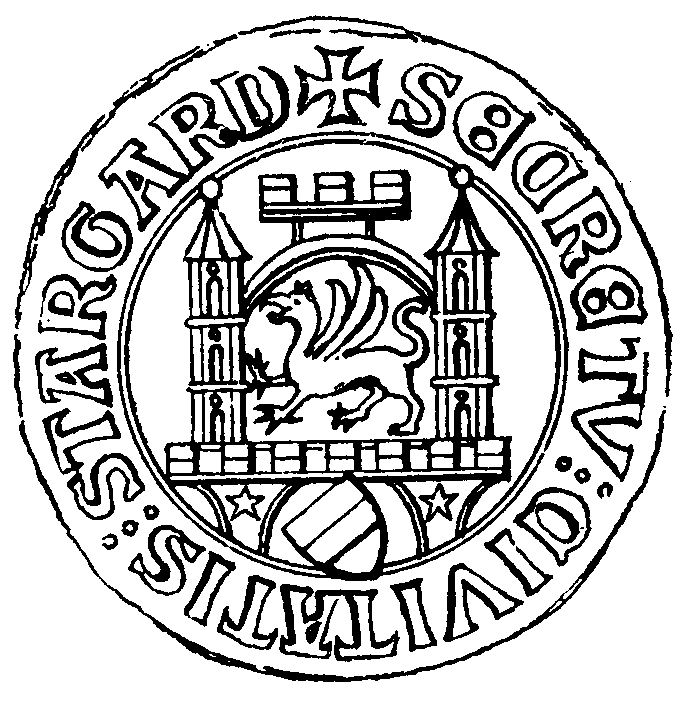
Средневековая печать Старгарда

На протяжении почти девяти веков название города часто менялось. Название «Старгард» — славянское — и образовано сочетанием слов «старый» и «грод» (пол. gród) и означает «старое городище, старый город».
Согласно другой гипотезе, название «Старгард» происходит из датского языка, от слов stam (звезда) и gate (врата) — «Звёздные врата». Этот тезис могут подтверждать средневековые монеты и печати Старгарда. На монетах XIII века находятся ворота с одной башней и тремя шестиконечными звёздами, а на более поздних монетах — ворота с тремя башнями и шестиконечная звезда в проходе под воротами. Первая печать Старгарда, которая до сих пор сохранилась (с XIV века), также представляет собой изображение, известное с ранних монет.
Первое упоминание о Старгарде датировано 1124 годом, когда летописец Эббо, который описывал миссию св. Отто Бамбергского, упоминал его пребывание в городе Castro Zitarigroda. Следующее упоминание — с 1140 года, когда Castro Stargrod был назван в папской булле Папы Римского Иннокентия II как город, который с того времени должен был принадлежать Волинскому епископству.
- Stargard (1186[13], 1283, 1229, 1248, 1550, 1633, 1654, 1780, 1817, 1918, 1923, 1951)[7]
- Stergard (1187)[7]
- Starogard (1188[13], 1240[13])
- Starigart (1217)
- Ztaregard (1220)
- Staregarde (1234)
- Staregrod (1238)
- Stargardt (1248[13], 1618, на карте Эйльхарда Любина)
- Stargardia (1328)[7]
- Nova Stargardia[14]
- Starigrodum[14]
- Starigradum[14]
- Neu Stargarde (1459)[38]
- Nigen Stargardt[14]
- Neu-Stargard an der Ihna (1724)[15]
- Stargardt auf der Ihna (1605)[16]
- Stargard auf der Ina (1683)[17]
- Neustargard (нем. Новый Старгард, 1837)[18]
- Pommersch Stargart (нем. Поморский Старгард, 1890)[7]
- До 1945 город назывался по-немецки Stargard in Pommern (Старгард-на-Поморье) или Stargard an der Ihna (Старгард-на-Ине).

Первое название города после Второй мировой войны — Старогруд (пол. Starogród), а следующее — Старгард-на-Ине (пол. Starogard nad Iną). В 1946 году город официально назвали Старгард. В 1950 году его название вновь изменили, с тех пор назывался Старгард-Щециньски. В 1999 году Общество Друзей Старгарда начало кампанию, целью которой было устранить из названия города прилагательное «Щециньски», аргументируя это в частности тем, что новое название облегчит иностранцам его произношение, а также повысит уровень ассоциации жителей с городом. Однако Министерство внутренних дел, ввиду некоторых обстоятельств, сначала не согласилось на смену названия города. Таким образом, Старгард оставался крупнейшим городом в Польше и одним из крупнейших в мире, в названии которого есть уточняющий член с названием другого города. С 1 января 2016 года город называется официально Старгард.

## История города

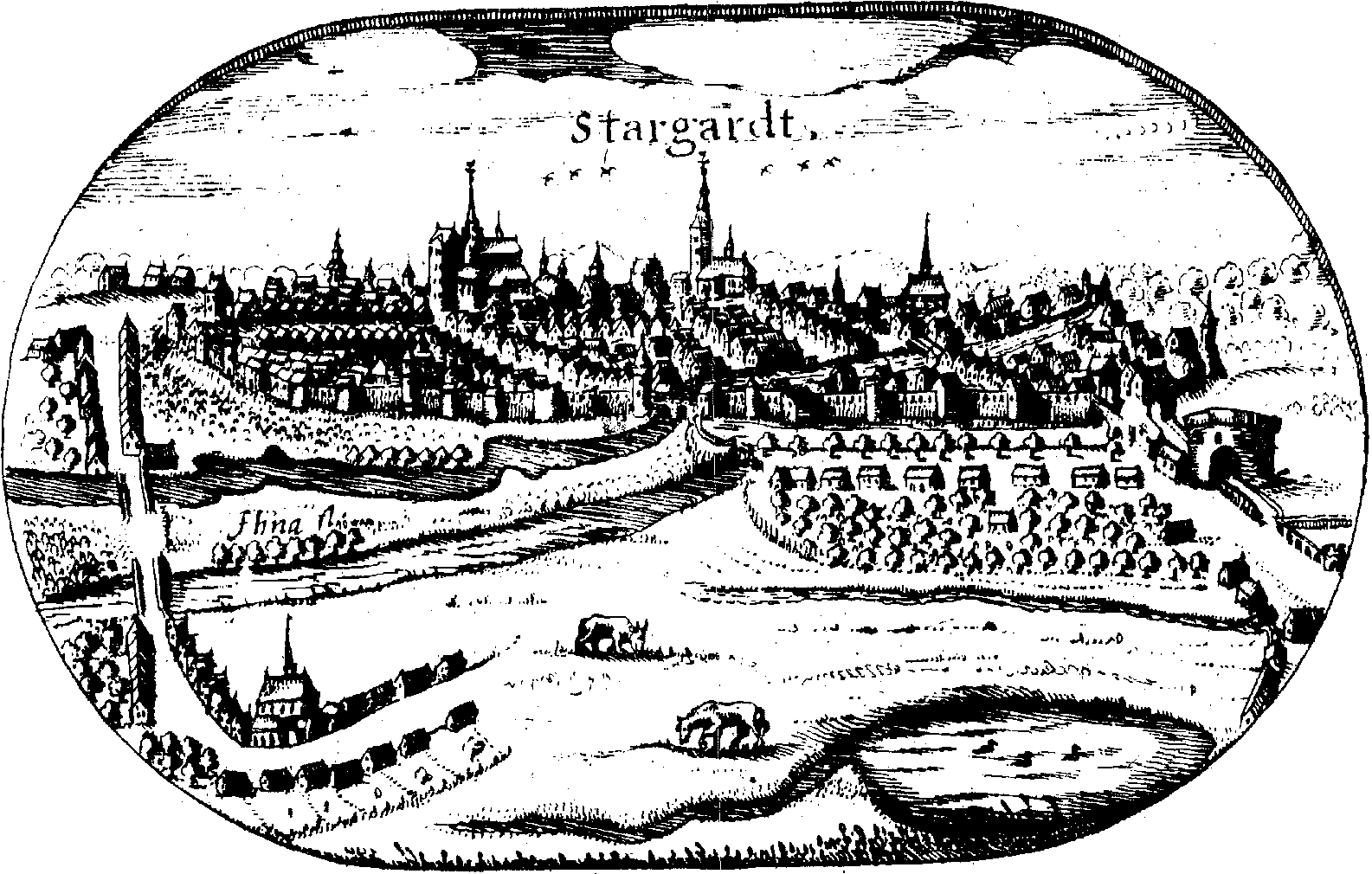
Панорама города на карте Эйльхарда Любина, 1614 год

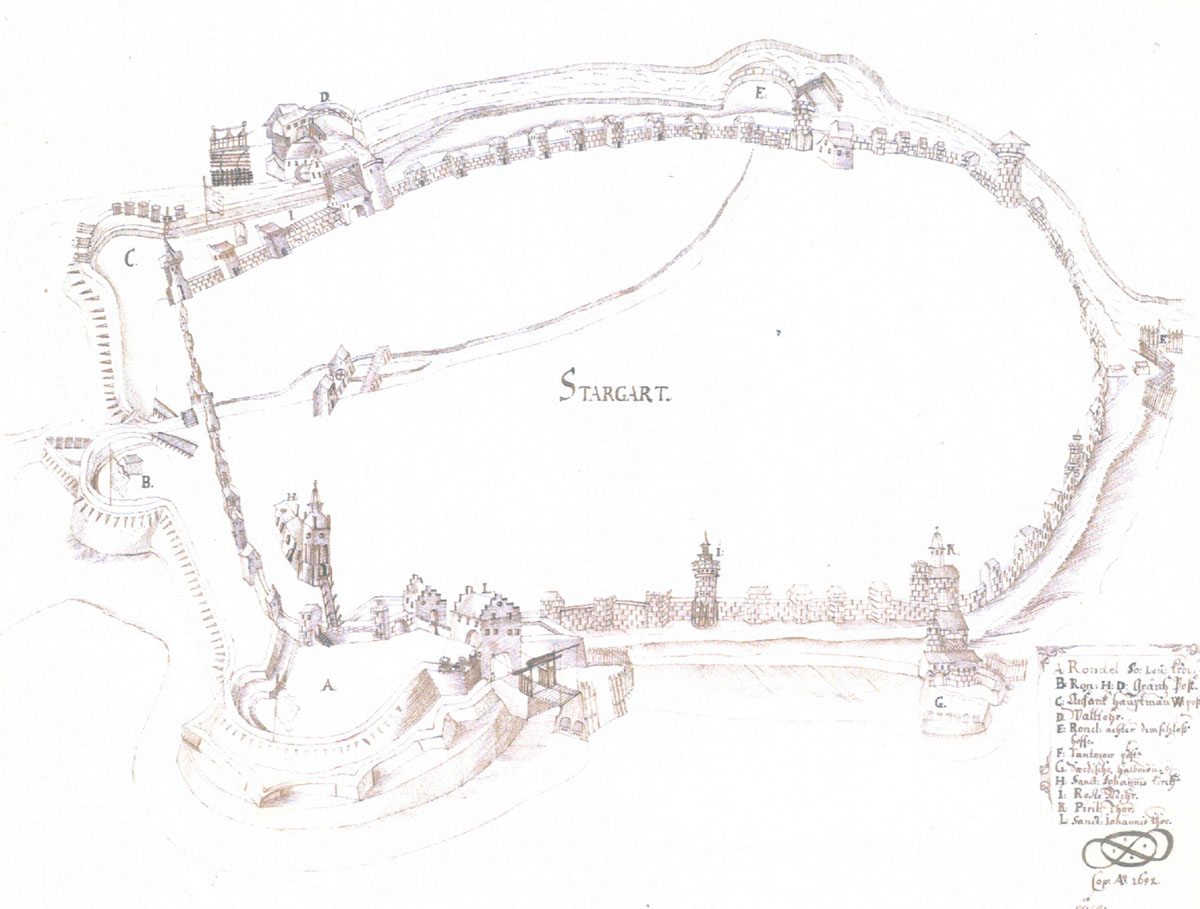
Оборонительные сооружения Старгарда в 1692 году

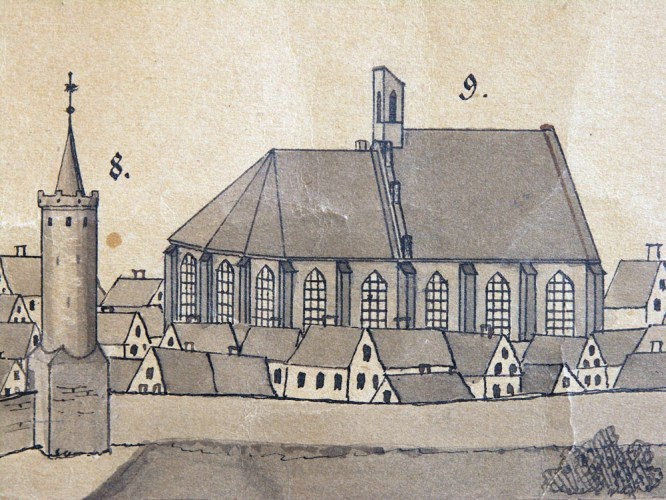
Костёл Августинцев, вторая половина XVIII века

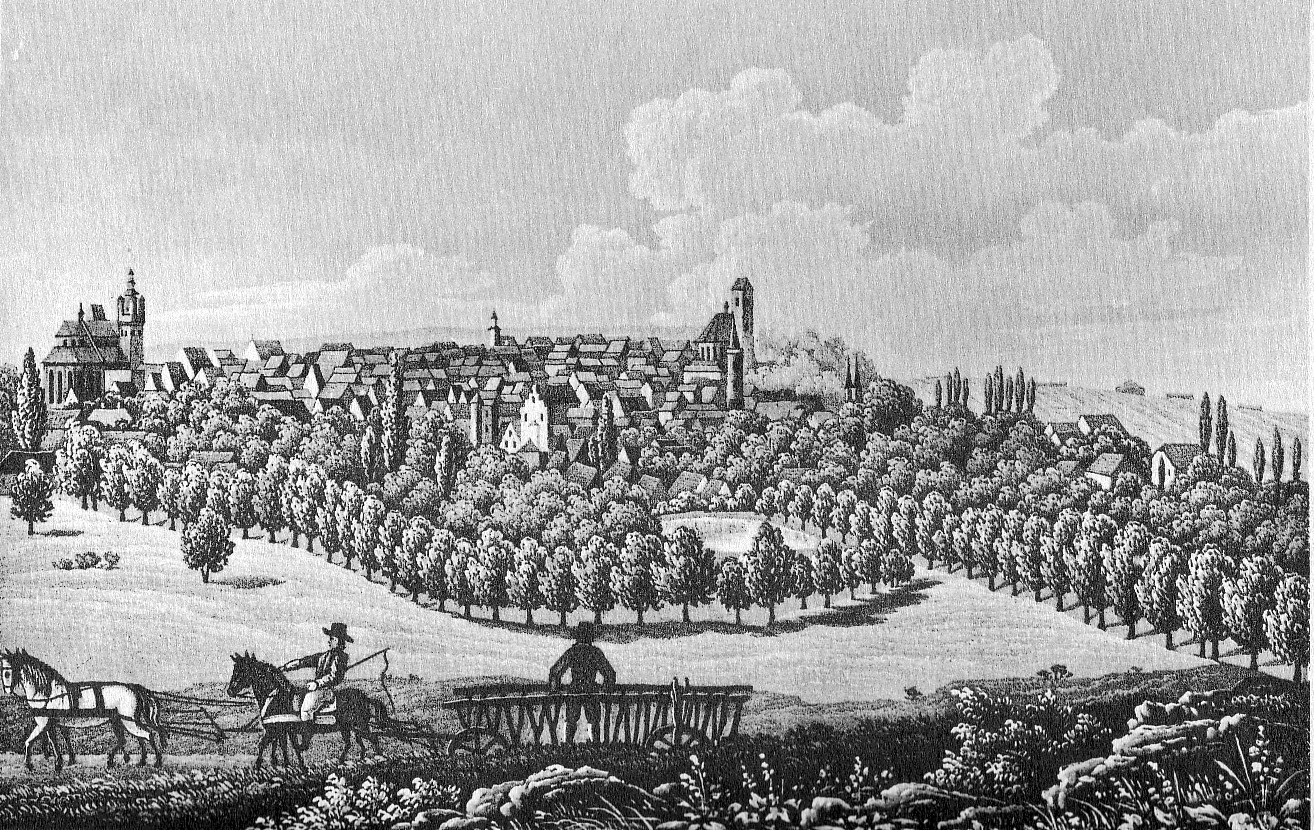
Историческая перспектива Старгарда (гравюра на металле, 1850 год)

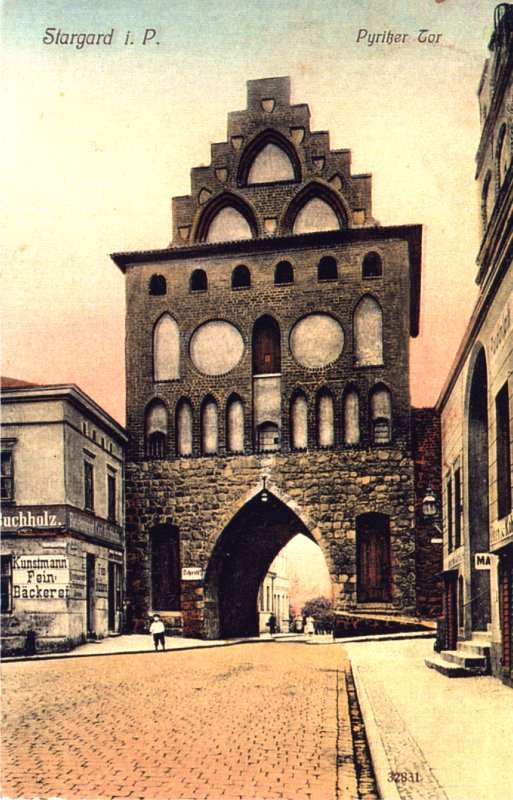
Пыжыцкие ворота, около 1920

### Основание и Средневековье
Первые поселения на территории современного Старгарда стали появляться в VIII—IX веках, когда в километре к югу от нынешнего центра города, в излучине реки Ины, было основано городище Осетно. Однако сам город стал расти в Х—XII века, благодаря выгодному экономико-географическому положению на перекрёстке важных торговых путей. Также важную роль в развитии города сыграла река Ина, на которой был построен порт и по которой шли товары (главным образом хлеб) из города к морю и дальше — в другие страны.
Первое упоминание о городе датировано 1124 годом. В 1186 году поморский князь Богуслав I поселил в городе Орден Иоаннитов. Они построили монастырь и часовню, которую затем перестроили в костёл святого Иоанна. В 1199 году князь Казимир II поселил здесь Орден Августинцев.
В 1243 году князь Барним I даровал городу магдебургское право, 150 полей земли, право ловить рыбу на Балтийском море, транспортировать товары по реке, а также вырубать деревья в княжеских лесах. В 1290 году было завершено строительство городской ратуши. В 1292 году Старгард получил любекское городское право, и город получил дополнительный стимул роста. В том же году началась постройка Мариацкого костёла. В 1295 году было принято решение огородить город каменно-кирпичной стеной.

### Новое время
С XIV века развитие города ускорилось, он стал одним из богатейших во всём Поморье. В 1367 году Старгард присоединился к унии свободных ганзейских городов — так называемой Ганзе. В 1380 году началась перестройка Мариацкого костёла, поскольку зажиточные жители решили, что город должен иметь костёл, отражающий богатство Старгарда. Его до сих пор считают одним из самых красивых готических зданий в Польше и на Поморье. В древних временах Старгард называли «городом башен».
В XV и XVI веках оборонительные стены увеличили и построили 4 ворот, 9 башен и 45 дозорных пунктов. В 1454 году началась так называемая Торговая война между Старгардом и Щецином. Города боролись за транспортировку товаров по реке Ине. Война закончилась в 1464 году. В знак мира в селе Кобылянка, которое находится между Старгардом и Щецином, жители посадили липы, которые сохранились до сих пор.
В 1540 году из-за пожара сгорело много домов, в том числе ратуша, которую восстановили в 1568 году. Следующий пожар, в 1584 году, уничтожил 487 домов. Сохранился лишь костёл св. Иоанна и несколько домов, которые находились возле него. В 1618 году в Старгарде жило 12 000 человек. В том же году началась Тридцатилетняя война. Во время войны из-за голода, пожаров и болезней город потерял 90 % своих жителей. В 1630 году в город вошли шведские войска Густава II Адольфа. В 1633 году, по инициативе тогдашнего мэра города Петера Гроенинга была создана Collegium Groensngianum — школа для бедных, но способных. В 1665 году очередной большой пожар уничтожил почти весь город вместе с Мариацким костёлом. По окончании тридцатилетней войны, в 1648 году, Старгард оказался под властью Бранденбурга, а с 1701 года — в Королевстве Пруссия. В 1714 году прусский король даровал преподавателям Collegium Groensngianum звание королевских профессоров.
Войны XVIII и XIX века также сказались на Старгарде. В Семилетней войне в него вошли русские, а в 1806—1812 годах через город часто переходили войска Наполеона Бонапарта.
После Венского конгресса наступил покой, который длился более ста лет. Благодаря этому Старгард вновь стал развиваться. В 1845 построили новую дорогу до города Быдгощ. В 1846 в Старгард провели первое железнодорожное сообщение с Щецином. 1 мая 1846 года на Старгардский вокзал въехал первый поезд. В 1848 году железнодорожный путь продолжили к Познани. С 1859 года Старгард стал железнодорожным узлом. В том же году появилось железнодорожное сообщение с Кошалином, а в 1892 — с Пыжице и Костшином-над-Одрой.
Развитие железной дороги повлияло на развитие промышленности и дальнейший рост Старгарда, хотя трагические события не миновали город (например, эпидемия холеры в 1849 году). В 1856 году построили газовый завод, а в 1859 году — ремонтную мастерскую железнодорожных машин. В 1870 году возвели госпиталь, а девятью годами позже — ещё один. В 1890 году появился электрический распределительный щит, а в 1897 году в Старгарде заработали водопровод и канализация.
В 1901 году Старгард стал городским уездом, в связи с чем построили большой дом Уездного совета. В 1901—1911 годах архитектор Денеке провёл реконструкцию Мариацкого костёла и вернул ему былое величие. На новое освящение костёла в 1911 году в Старгард приехал кайзер Германии и король Пруссии Вильгельм II Гогенцоллерн и его жена Августа Виктория.

### XX век
Период с начала XX века до Первой мировой войны был временем ускоренного развития города. Тогда появилось много новых школ, больниц, жилых домов.
Во время Первой мировой войны в Старгарде находился международный лагерь военнопленных. Нынешним свидетельством его существования является Военное кладбище, на котором похоронены жертвы войны разных национальностей и религий. После войны хозяйство города за короткое время восстановилось. В 1925 году провели регуляцию русла реки, построили плавательный бассейн. Население Старгарда в 1939 году достигло 37 762 жителей.
В 1943 году состоялось празднование 700-летия города, однако из-за войны оно было очень скромным. Ночью 21 февраля 1944 года войска антигитлеровской коалиции совершили в городе (находившемся под властью фашистской Германии) воздушную атаку на железнодорожный узел, аэродром в посёлке Ключево неподалёку от Старгарда, на завод ракет Фау-2 возле озера Медве (7 километров от Старгарда), а также на промышленные здания. 5 марта советские войска освободили Старгард, а 23 марта 1945 года в городе установили польскую власть. В 1947 году, во время операции «Висла» в Старгард и его окрестности начали свозить переселенцев — лемков и украинцев.
В 1950 году в городе жило 20 700 человек. В 1957 году построили три новых жилых дома, одновременно начиная стройку нового микрорайона, который назвали «Тысячелетие» (пол. Tysiąclecia). В том же году начали восстанавливать руины Старого Города, а в 1960 году в этой старинной части города появились новые дома. Годом позже отреставрировали лежавшую в руинах городскую ратушу и Мариацкий костёл. В 1961 году присоединили к Старгарду городок Ключево. В 60-х годах развитие города ускорилось. Построили новые микрорайоны — Старый Город (пол. Stare Miasto, 1960) и Коперника (пол. Kopernika, 1960), Запад (пол. Zachód, 1975), Жеромского (англ. Żeromskiego, 1984), Летнее (англ. Letnie, 1985) и Пыжыцкое (англ. Pyrzyckie, 1988).
В 1993 году город отпраздновал 750-ю годовщину предоставления городского права. В том же году к городу присоединили военный аэродром в Ключеве, а также находящийся там микрорайон, где с 1945 года находились советские войска.

### Начало XXI века
В 2003 году начал работу городской Индустриальный Парк. В начале 2005 года открылась геотермальная электростанция; вложения в строительство составили более 34 млн. злотых, в проекте приняли участие американцы, французы и немцы. Горячая вода в электростанции с температурой 90 °C берётся с глубины 2670 метров. В 2009 году завершилось строительство южной объездной дороги, которая входит в состав трассы S10.
В 2009 году концерн «Бриджстоун» построил в Старгарде завод по производству шин.

## Достопримечательности
Основные городские достопримечательности в стиле ганзейской кирпичной готики были разрушены на исходе Второй мировой войны, но властями социалистической Польши были воссозданы.

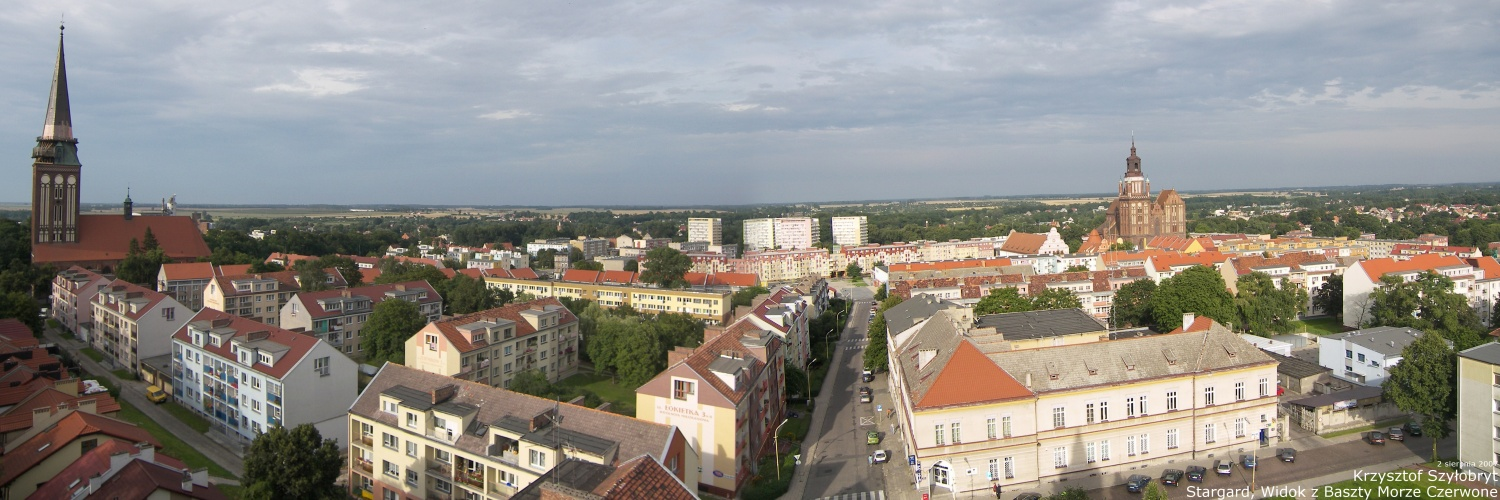
Вид на Старый Город

Старый Город окружён средневековыми стенами с башнями и тремя воротами; на рыночной площади возвышается позднеготическая ратуша, каменные дома в стиле барокко. Самый ценный памятник — кафедральный собор Пресвятой Девы Марии Царицы Небесной XIII века, перестроенный в следующие годы в стиле ганзейского городского собора — базиликальный храм с двумя башнями без хоров.

## Спорт
В городе существуют м.пр. футбольный клуб «Бленкитни» и баскетбольный «Спуйня», который играет в элитном дивизионе.

## Города-побратимы
- Штральзунд, Германия (1992)
- Вейхен, Нидерланды (1992)
- Эльмсхорн, Германия (1993)
- Салдус, Латвия (1993)
- Слагельсе, Дания (1993)